# Dasnaura
Dasnaura ou Darnavorque (em armênio: Դասնաւորք; romaniz.: Dasnawork’), segundo a Geografia de Ananias de Siracena (século VII), foi um gavar (cantão) da província de Turuberânia, no Reino da Armênia. Provavelmente fazia parte dos domínios da família Varasnúnio. Compreendia uma área de 725 quilômetros quadrados e centrava-se na área atual de Susari, a leste de Tequemã. Foi um dos territórios mais tarde concedidos à Igreja Armênia. Em 591, o imperador Maurício recebeu vastas porções da Armênia sassânida em compensação da ajuda militar prestada ao xainxá Cosroes II (r. 590–628). Todos os distrito que compunham Turuberânia foram incluídos na província recém-fundada da Armênia Interior.